# Bürchen
Bürchen é uma comuna da Suíça, no Cantão Valais, com cerca de 725 habitantes. Estende-se por uma área de 13,41 km², de densidade populacional de 52 hab/km². Confina com as seguintes comunas: Raron, Törbel, Unterbäch, Visp, Zeneggen. 
A língua oficial nesta comuna é o Alemão.